# Wikipedia în slovacă
Wikipedia în slovacă (în slovacă Slovenská Wikipédia) este versiunea în limba slovacă a Wikipediei, și se află în prezent pe locul 35 în topul Wikipediilor, după numărul de articole.  În prezent are aproximativ 231 000 de articole. Pragul de 200 000 de articole a fost atins pe 5 februarie 2015. Include multe articole scurte generate de boți.